# SN 1998en
SN 1998en – supernowa typu II odkryta 30 października 1998 roku w galaktyce UGC 3645. W momencie odkrycia miała maksymalną jasność 18,40m.